# Mariä Himmelfahrt (Mittich)

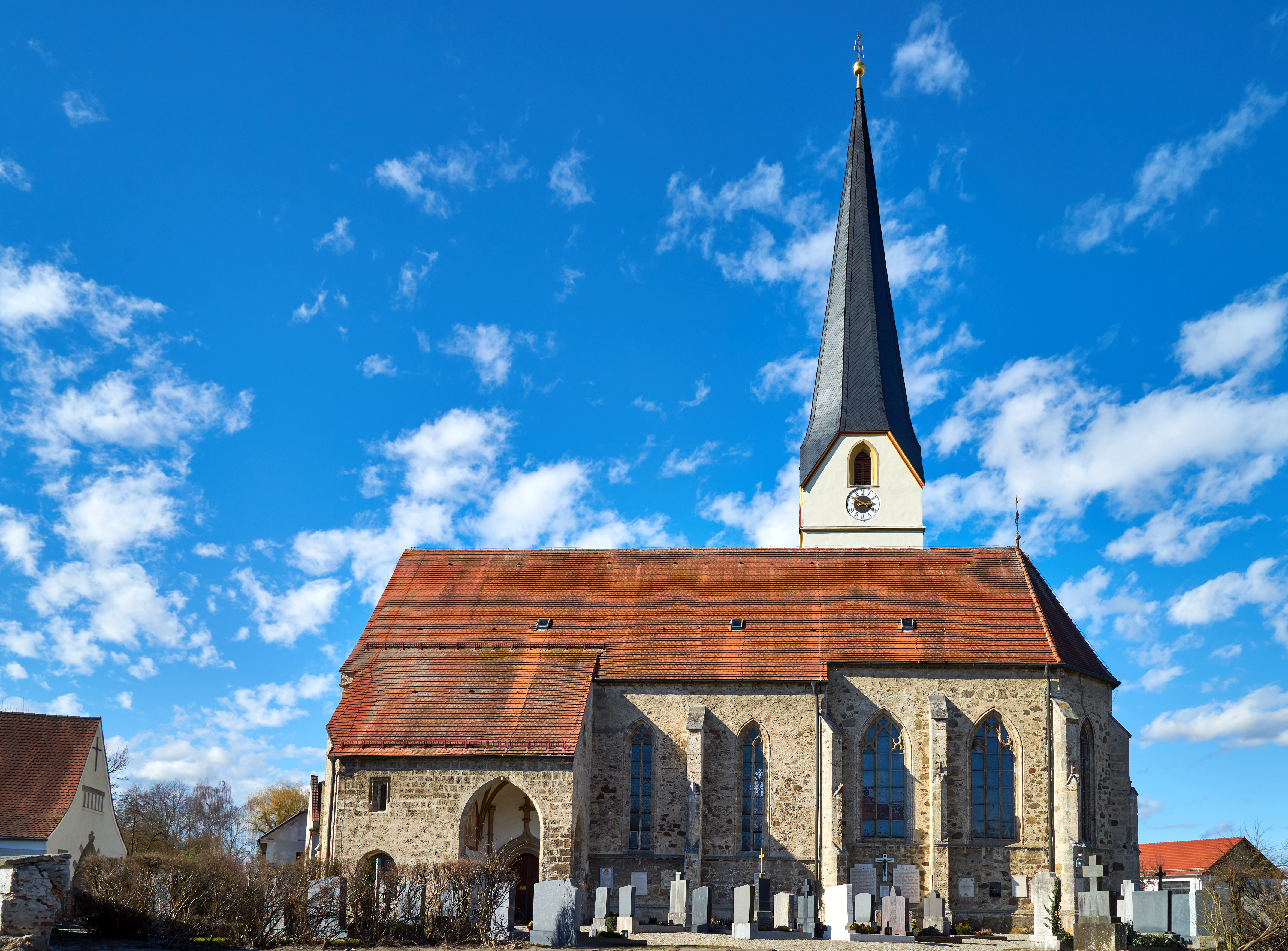
Pfarrkirche Mariä Himmelfahrt Mittich, Ansicht von Süden

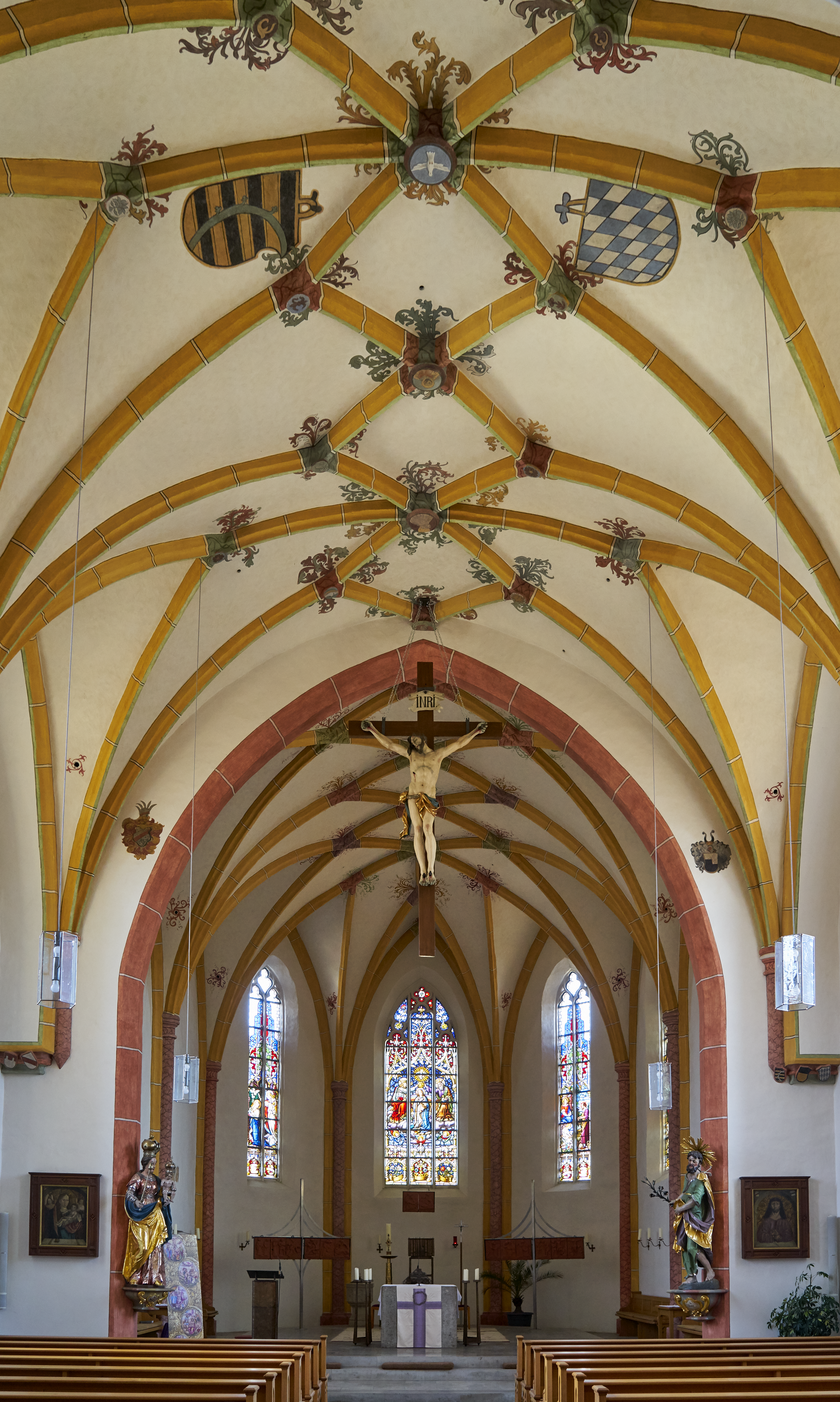
Innenansicht nach Osten

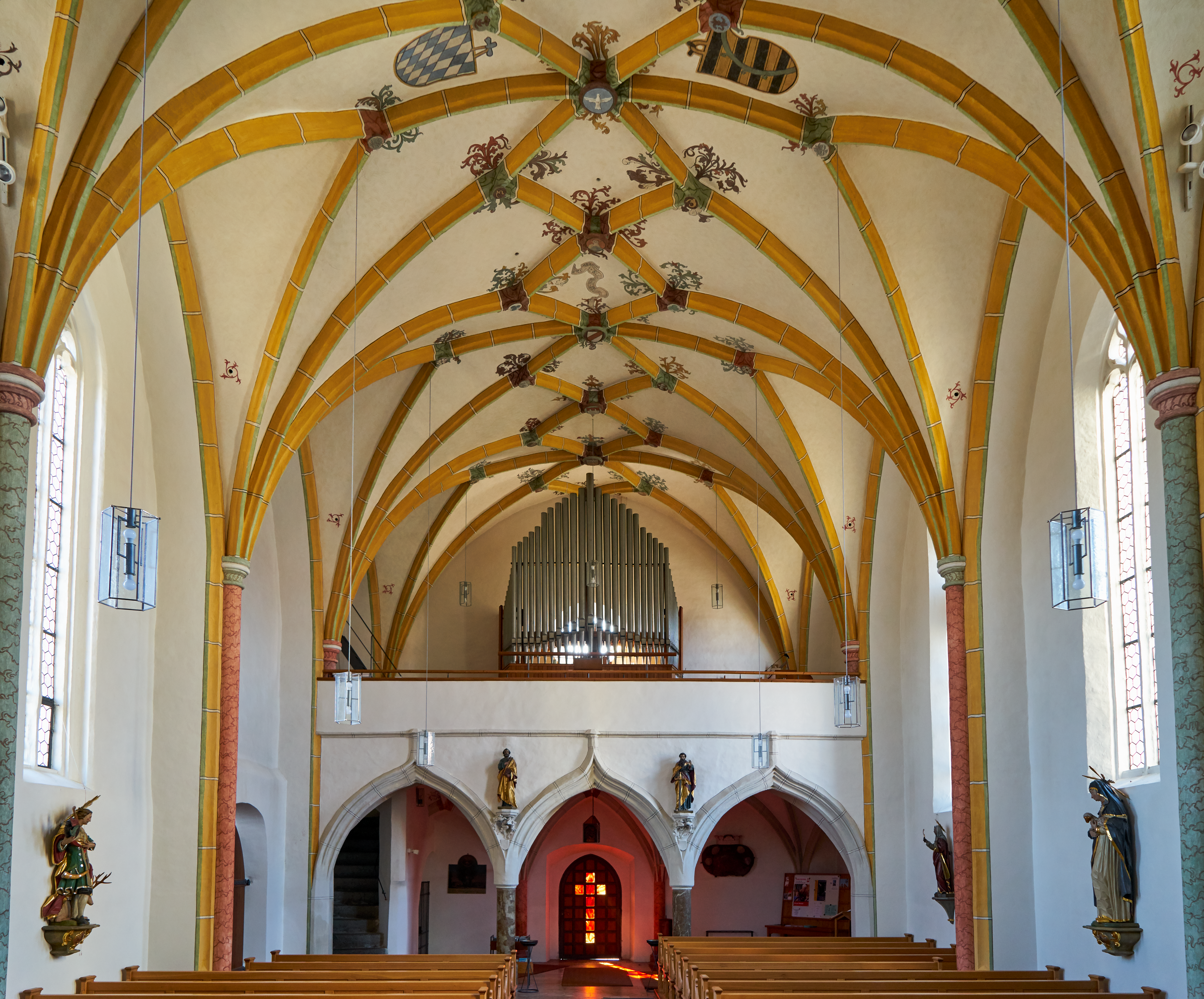
Innenansicht nach Westen

Die römisch-katholische Pfarrkirche Mariä Himmelfahrt ist eine spätgotische Saalkirche im Ortsteil Mittich von Neuhaus am Inn im niederbayerischen Landkreis Passau. Sie gehört zur Kirchengemeinde Mittich im Pfarrverband Neuhaus am Inn im Dekanat Pocking des Bistums Passau.

## Geschichte und Architektur
Das einheitliche spätgotische Bauwerk aus der zweiten Hälfte des 15. Jahrhunderts wurde aus Bruchsteinmauerwerk mit Tuffsteinquadern erbaut. Außen wird das Gebäude durch Strebepfeiler mit kantigem Mittelstück gegliedert. Die Maßwerke der zwei- und dreibahnigen Fenster sind in Tuffstein ausgeführt und zu einem großen Teil erhalten oder wurden in Sandstein erneuert. Der Turm steht auf der Nordseite des Chores und ist verputzt. Er ist in fünf Geschossblöcke gegliedert und wird mit einem erneuerten, achtseitigen Spitzhelm mit Schindeldeckung über Walmgiebeln abgeschlossen. Die Vorhalle auf der Südseite wird mit einem verzogenen Gewölbestern, ähnlich wie in der Pfarrkirche zu Aigen am Inn abgeschlossen. Das innere Portal weist eine aufwändige profilierte Rahmung mit einem Kielbogen mit großer Kreuzblume und hohen seitlichen, zinnenbekrönten Fialen auf. Im Schildbogen des westlichen Gewölbes ist die Kreuzigung in einem spätgotischen, fragmentarisch erhaltenen Fresko dargestellt.
Das Innere des stattlichen einschiffigen Bauwerks ist von beträchtlicher Höhe. Der Chor ist in der Tiefe zugunsten der Weite reduziert und damit sehr harmonisch in den Raum eingebunden. Die Wandpfeilernischen im Schiff und die Schildbogenstellungen im Chor sind stark zugespitzt, womit die Tonnenform des Gewölbes kontrastiert. Das gleichmäßige Rippennetz der Gewölbe zeigt eine einheitliche Reihung von Scheitelrauten und Querrippen. Demgegenüber ist das Parallelrippengewölbe des Chores einfacher gehalten. Die Rippen werden von Halbrunddiensten mit profilierten Kapitellen aufgefangen. Im Schiff ist das östliche Wandpfeilerpaar mit den zugehörigen Diensten nicht bis zum Boden geführt, sondern wird von Konsolen mit Wappenschilden aufgefangen. Die Farbfassung des inneren Raumgerüsts ist in Gelb, Hellgrün, Ziegel- und Violettrot ausgeführt. Am Gewölbe sind sorgfältig ausgeführte, variable Ranken aufgemalt. Die Tellerschlusssteine sind ornamental und figürlich bemalt; mehrere Wappen sind ebenfalls aufgemalt.
Die dreischiffig unterwölbte Westempore ist mit Sternrippen versehen. Die Arkaden ruhen auf Säulen aus Rotmarmor, die Kielbögen sind profiliert. Frei ausgearbeitete Laubkonsolen für Figuren sind an der Empore angebracht.

## Ausstattung
Bei der Restaurierung im Jahr 1973 wurde die Ausstattung in musealer Art neu geordnet. Zwei spätgotische Gemälde auf Holz stellen die Madonna und ein Ecce homo dar, sind auf der Rückseite auf das Jahr 1498 datiert und stammen mutmaßlich aus einer Passauer Werkstatt. Die fein ausgeführten Halbfiguren sind in Rundbogennischen auf einem Goldbrokatgrund dargestellt. Mehrere barocke Gemälde auf Leinwand aus der Mitte des 17. Jahrhunderts zeigen Darstellungen der Martyrien der Heiligen Sebastian und Barbara. Von den Schnitzfiguren sind eine lebensgroße Madonna des frühen 17. Jahrhunderts sowie die Heiligen Hubertus und Johannes Evangelista aus der Rokokozeit zu erwähnen. Die Orgel ist ein Werk von Michael Weise aus dem Jahr 1958 mit 14 Registern auf zwei Manualen und Pedal.
Vier Glocken bilden das Geläut.